# Кауци-Фонтана (Мантова)
Кауци-Фонтана је насеље у Италији у округу Мантова, региону Ломбардија.
Према процени из 2011. у насељу је живело 63 становника. Насеље се налази на надморској висини од 126 м.